# Чемпіони (фільм)
«Чемпіони» – спортивна драма Дмитра Дюжева, Артема Аксененко, Олексія Вакулова, Еміля Нікогосяна за мотивами легендарних перемог російських спортсменів. Прем'єра фільму відбулася 23 січня 2014 року.

## Зміст
Коли ми бачимо на подіумі чергового спортсмена-переможця, то мало замислюємося над тим, чого коштувала йому ця перемога. Цей фільм складається з кількох історій, у кожній з яких розповідається про одного зі спортсменів, які стали найкращими в світі, підкоривши олімпійські вершини.

### Микола Круглов-старший і Микола Круглов-молодший
Знаменитий радянський біатлоніст Микола Круглов-старший , дворазовий Олімпійський чемпіон, триразовий чемпіон світу (Андрій Смоляков) готовий пожертвувати всім заради сина Миколи Круглова-молодшого, срібного призера Олімпійських ігор 2006 року, чотириразового чемпіона світу (Марк Богатирьов). Адже щастя близьких завжди на вагу золота.

### Олена Бережна та Антон Сіхарулідзе
Зірка фігурного катання Олена Бережна (Тетяна Арнтгольц) переживає страшну травму, але незважаючи ні на що знову виходить на лід завдяки підтримці своєї самої близької людини – Антона Сіхарулідзе (Костянтин Крюков). Завдяки злагодженості й неймовірним спільним зусиллям, вони з боєм виривають перемогу на Олімпійських іграх у Солт-Лейк-Сіті. Воістину, любов з'єднує лише гідних.

### Катерина Ілюхіна
Юна сноубордистка Катерина Ілюхіна (Таїсія Вілкова) справляється з усіма страхами і стає срібним призером Олімпійських ігор 2010, завоювавши для Росії першу медаль у цьому виді спорту. Адже дружба дає віру в себе.

### Ілля Ковальчук
Знаменитий хокеїст Ілля Ковальчук (Олексій Чадов), долає смугу невдач і закидає дві вирішальні шайби у ворота вічного суперника російської хокейної збірної – збірної Канади, тим самим забезпечивши собі та своїм товаришам по команді титули чемпіонів світу. Адже тільки сильна команда народжує лідерів.

### Світлана Журова
Ковзанярка Світлана Журова (Світлана Ходченкова), не зупиняючись перед труднощами, йде до кінця і незважаючи ні на що перемагає, що не злякавшись розмов про те, що її час пішов. Адже повернення – це вже перемога.

## Ролі
| Актор               | Роль                                                            |
| ------------------- | --------------------------------------------------------------- |
| Світлана Ходченкова | Світлана Журова, ковзанярка                                     |
| Олексій Чадов       | Ілля Ковальчук, хокеїст                                         |
| Марк Богатирьов     | Микола Круглов-молодший, біатлоніст                             |
| Андрій Смоляков     | Микола Круглов-старший, біатлоніст                              |
| Костянтин Крюков    | Антон Сіхарулідзе, фігурист                                     |
| Тетяна Арнтгольц    | Олена Бережна, фігуристка                                       |
| Таїсія Вілкова      | Катерина Ілюхіна, сноубордистка                                 |
| Максим Віторган     | тренер сноубордісток                                            |
| Катерина Климова    | мама юного хокеїста                                             |
| Ігор Вєрнік         | спортивний чиновник                                             |
| Анатолій Лобоцкий   | В'ячеслав Биков, головний тренер збірної Росії з хокею з шайбою |
| Дмитро Губернієв    | камео                                                           |
| Віктор Гусєв        | камео                                                           |
| Роза Хайрулліна     | тренер з фігурного катання Тамара Москвіна                      |
| Валерій Сюткін      | камео                                                           |

## У ролях
- Андрій Федорцов;
- Михайло Горевий;
- Ольга Тумайкіна;
- Віталій Абдулов;
- Олександр Молочников;
- Максим Стависький;
- Дмитро Михайлик.

## Знімальна група
- Режисер — Дмитро Дюжев, Артем Аксененко, Олексій Вакулов, Еміль Никогосян;
- Сценаристи — Еміль Никогосян, Олександр Маркін, Леонід Марголін, Павло Румінов;
- Продюсер — Георгій Малков, Сарік Андреасян, Гевонд Андреасян;
- Композитор — Ерік Колвін.